# 2-Chloroéthanol
Le 2-chloroéthanol est un composé chimique de formule ClCH2CH2OH. Il s'agit d'un polluant organique halogéné se présentant sous la forme d'un liquide incolore à l'odeur d'éther, modérément inflammable et entièrement miscible à l'eau et à de nombreux alcools. C'est un métabolite issu de la dégradation du 1,2-dichloroéthane ClCH2CH2Cl et dont l'hydroxyle peut être oxydé en acide chloroacétique ClCH2COOH via le chloroacétaldéhyde (en) ClCH2CHO ; cette réaction est d'actualité car des millions de tonnes de 1,2-dichloroéthane sont traitées annuellement pour produire du chlorure de vinyle CH2=CHCl.
On obtient le 2-chloroéthanol par addition d'acide hypochloreux sur de l'éthylène :
H2C=CH2 + HOCl → ClCH2CH2OH.
Il a été largement utilisé comme précurseur de l'oxyde d'éthylène :
Cette réaction a néanmoins été supplantée par l'oxydation directe de l'éthylène, plus écologique.
Le chloroéthanol est utilisé dans un grand nombre d'applications spécifiques. Plusieurs teintures sont produites par alkylation de dérivés de l'aniline par le chloroéthanol. C'est un élément de synthèse de médicaments, de biocides et de plastifiants. Il est également utilisé dans la production du thiodiglycol (en) HOCH2CH2–S–CH2CH2OH et comme solvant pour l'acétate de cellulose et l'éthylcellulose, les teintures imprimables sur tissus, l'extraction de la lignine de pin et le raffinage de la colophane.